# Peter Walker (Rennfahrer)
Peter Douglas Conyers Walker (* 7. Oktober 1912 in Leeds; † 1. März 1984 in Newtown, Worcestershire) war ein britischer Automobilrennfahrer.

## Motorsportkarriere
Peter Walker begann seine Motorsportkarriere in den 1930ern in Brooklands, dem damaligen Zentrum des britischen Motorsports, in einem ERA, den er mit seinem Freund Peter Whitehead pilotierte. Nach dem Zweiten Weltkrieg erreichte er vorwiegend bei Bergrennen Siege, bevor 1950 die Teams von Jaguar und B.R.M. auf ihn aufmerksam wurden. Walker startete bei vier Formel-1-Rennen, wobei der GP von Großbritannien 1951 besondere Aufmerksamkeit verdient: Durch die außergewöhnliche Hitze des Motors seines B.R.M. P15 wurde erlitt er ebenso wie sein Teamkollege Reg Parnell schwere Verbrennungen an den Füßen, weil keine ausreichende Isolierung des Auspuffs vorgesehen war. Während des Rennens vermieden beide Fahrer Vollgasfahrten, weil die Füße bei durchgetretenem Gaspedal zu dicht an den heißen Auspuff kamen. Walker erreichte dennoch den siebten Platz. Seinen größten Motorsporterfolg erzielte er im gleichen Jahr zusammen mit Peter Whitehead, als er für Jaguar das 24-Stunden-Rennen von Le Mans gewann.
In der Folgezeit konzentrierte er sich vorwiegend auf Sportwagenrennen und erzielte auf Aston Martin weitere Erfolge. Nach einem schweren Unfall während des Le-Mans-Rennens von 1956 trat er vom Rennsport zurück.

## Nach dem Motorsport
Nach dem Ende des Motorsportengagements übernahm Walker eine Chinchilla-Farm in England, konnte daraus aber keinen dauerhaften Gewinn ziehen. In seinen letzten Lebensjahren war er alkoholabhängig und lebte zeitweise obdachlos in London. Er starb 1984 an den Folgen einer Lungenentzündung, die er nach einer Rauchvergiftung entwickelt hatte.

## Statistik

### Statistik in der Automobil-Weltmeisterschaft

#### Gesamtübersicht
| Saison | Team                   | Chassis          | Motor           | Rennen | Siege | Zweiter | Dritter | Poles | schn. Rennrunden | Punkte | WM-Pos. |
| ------ | ---------------------- | ---------------- | --------------- | ------ | ----- | ------- | ------- | ----- | ---------------- | ------ | ------- |
| 1950   | Peter Walker           | ERA E-Type       | ERA 1.5 L6s     | 1      | −     | −       | −       | −     | −                | −      | NC      |
| 1951   | B.R.M. Ltd.            | BRM P15          | BRM 1.5 V16s    | 1      | −     | −       | −       | −     | −                | −      | NC      |
| 1955   | Stirling Moss Ltd.     | Maserati 250F    | Maserati 2.5 L6 | 1      | −     | −       | −       | −     | −                | −      | NC      |
| 1955   | Rob Walker Racing Team | Connaught Type B | Alta 2.5 L4     | 1      | −     | −       | −       | −     | −                | −      | NC      |
| Gesamt | Gesamt                 | Gesamt           | Gesamt          | 4      | −     | −       | −       | −     | −                | −      |         |

#### Einzelergebnisse
| Saison | 1 | 2 | 3 | 4   | 5   | 6 | 7 | 8 |
| ------ | - | - | - | --- | --- | - | - | - |
| 1950   |   |   |   |     |     |   |   |   |
| DNF    |   |   |   |     |     |   |   |   |
| 1951   |   |   |   |     |     |   |   |   |
|        |   |   |   | 7   |     |   |   |   |
| 1955   |   |   |   |     |     |   |   |   |
|        |   |   |   | DNF | DNF |   |   |   |

| Legende  | Legende            | Legende                                                          |
| Farbe    | Abkürzung          | Bedeutung                                                        |
| -------- | ------------------ | ---------------------------------------------------------------- |
| Gold     | –                  | Sieg                                                             |
| Silber   | –                  | 2. Platz                                                         |
| Bronze   | –                  | 3. Platz                                                         |
| Grün     | –                  | Platzierung in den Punkten                                       |
| Blau     | –                  | Klassifiziert außerhalb der Punkteränge                          |
| Violett  | DNF                | Rennen nicht beendet (did not finish)                            |
| Violett  | NC                 | nicht klassifiziert (not classified)                             |
| Rot      | DNQ                | nicht qualifiziert (did not qualify)                             |
| Rot      | DNPQ               | in Vorqualifikation gescheitert (did not pre-qualify)            |
| Schwarz  | DSQ                | disqualifiziert (disqualified)                                   |
| Weiß     | DNS                | nicht am Start (did not start)                                   |
| Weiß     | WD                 | zurückgezogen (withdrawn)                                        |
| Hellblau | PO                 | nur am Training teilgenommen (practiced only)                    |
| Hellblau | TD                 | Freitags-Testfahrer (test driver)                                |
| ohne     | DNP                | nicht am Training teilgenommen (did not practice)                |
| ohne     | INJ                | verletzt oder krank (injured)                                    |
| ohne     | EX                 | ausgeschlossen (excluded)                                        |
| ohne     | DNA                | nicht erschienen (did not arrive)                                |
| ohne     | C                  | Rennen abgesagt (cancelled)                                      |
| ohne     | keine WM-Teilnahme |                                                                  |
| sonstige | P/fett             | Pole-Position                                                    |
| sonstige | 1/2/3/4/5/6/7/8    | Punktplatzierung im Sprint-/Qualifikationsrennen                 |
| sonstige | SR/kursiv          | Schnellste Rennrunde                                             |
| sonstige | *                  | nicht im Ziel, aufgrund der zurückgelegten Distanz aber gewertet |
| sonstige | ()                 | Streichresultate                                                 |
| sonstige | unterstrichen      | Führender in der Gesamtwertung                                   |

### Le-Mans-Ergebnisse
| Jahr | Team              | Fahrzeug          | Teamkollege     | Platzierung | Ausfallgrund |
| ---- | ----------------- | ----------------- | --------------- | ----------- | ------------ |
| 1951 | Peter Walker      | Jaguar XK-120C    | Peter Whitehead | Gesamtsieg  |              |
| 1952 | Jaguar Ltd.       | Jaguar C-Type     | Stirling Moss   | Ausfall     | Motorschaden |
| 1953 | Jaguar Cars Ltd.  | Jaguar C-Type     | Stirling Moss   | Rang 2      |              |
| 1954 | Jaguar Cars Ltd.  | Jaguar D-Type     | Stirling Moss   | Ausfall     | Bremsdefekt  |
| 1955 | Aston Martin Ltd. | Aston Martin DB3S | Roy Salvadori   | Ausfall     | Motorschaden |
| 1956 | Aston Martin Ltd. | Aston Martin DB3S | Roy Salvadori   | Ausfall     | Unfall       |

### Einzelergebnisse in der Sportwagen-Weltmeisterschaft
| Saison | Team         | Rennwagen         | 1   | 2   | 3   | 4   | 5   | 6   | 7   |
| ------ | ------------ | ----------------- | --- | --- | --- | --- | --- | --- | --- |
| 1953   | Jaguar       | Jaguar C-Type     | SEB | MIM | LEM | SPA | NÜR | RTT | CAP |
| 1953   | Jaguar       | Jaguar C-Type     |     |     | 2   |     |     | 3   |     |
| 1954   | Jaguar       | Jaguar D-Type     | BUA | SEB | MIM | LEM | RTT | CAP |     |
| 1954   | Jaguar       | Jaguar D-Type     |     |     |     | DNF | 14  |     |     |
| 1955   | Aston Martin | Aston Martin DB3S | BUA | SEB | MIM | LEM | RTT | TAR |     |
| 1955   | Aston Martin | Aston Martin DB3S |     |     |     | DNF | 4   |     |     |
| 1956   | Aston Martin | Aston Martin DB3S | BUA | SEB | MIM | NÜR | KRI |     |     |
| 1956   | Aston Martin | Aston Martin DB3S | DNF |     |     |     |     |     |     |